# جو گری

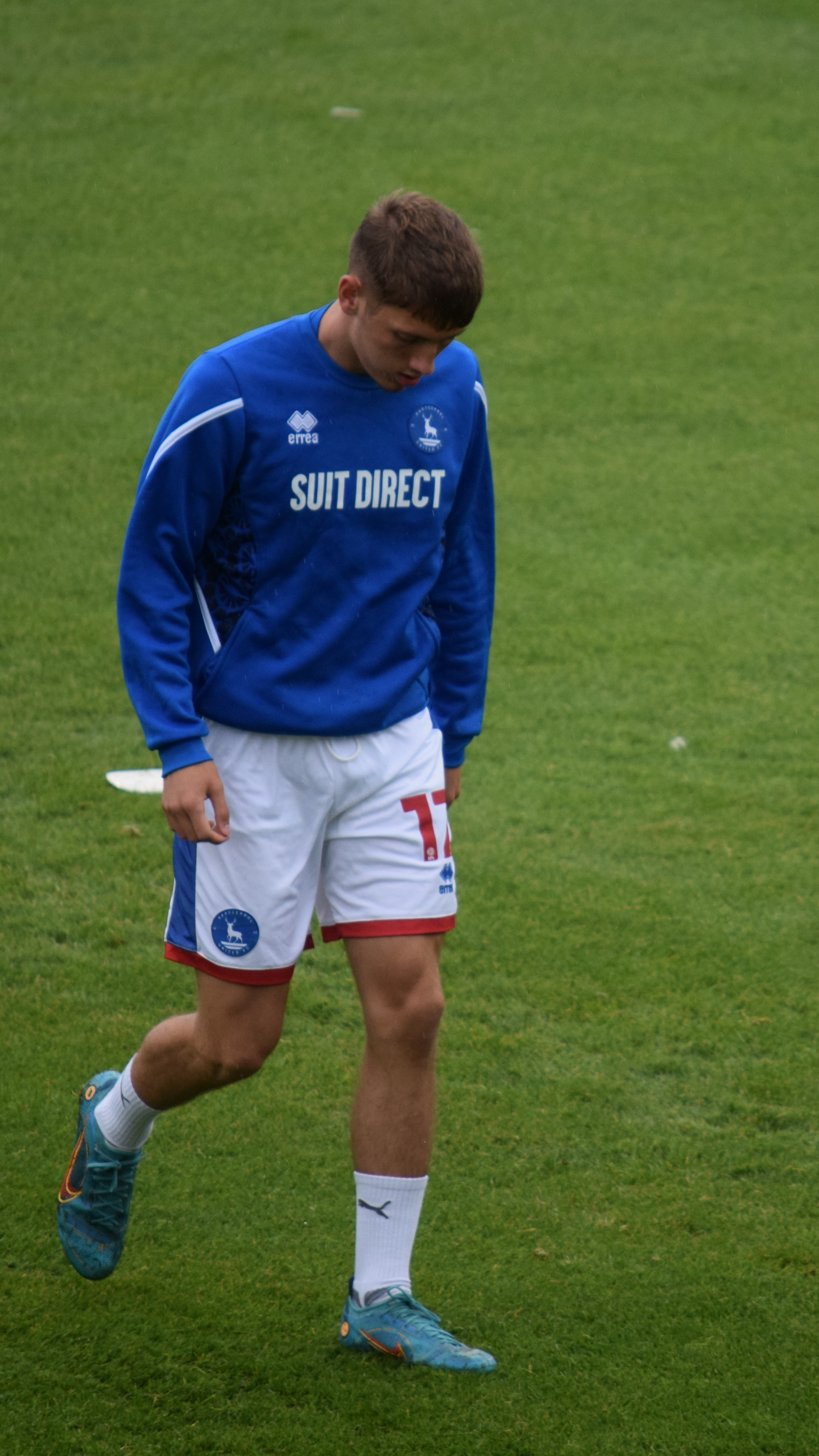
جو گری - ۲۰۲۲

جو گری (انگلیسی: Joe Grey؛ زادهٔ ۴ مهٔ ۲۰۰۳) بازیکن فوتبال است.